# Pietà ou La révolution la nuit
Pietà ou La révolution la nuit is een schilderij van de Duitse schilder Max Ernst uit 1923. Het werk wordt beschouwd als een representatief voorbeeld van het vroege surrealisme.
Het schilderij toont een symbolische voorstelling van de turbulente relatie tussen de kunstenaar en zijn vader, een amateur-schilder en overtuigd katholiek. In plaats van de klassieke piëta van de Maagd Maria die het gekruisigde lichaam van Jezus vasthoudt, vervangt Ernst deze met zijn vader als Maria en de kunstenaar zelf als Jezus. Beide gezichten tonen lege uitdrukkingen, alsof ze zich in een staat van slaapwandelen bevinden. Op de achtergrond, getekend op een muur, is een man met een verbonden hoofd afgebeeld die een trap opgaat. Volgens interpretaties zou deze figuur Sigmund Freud of de Franse dichter Guillaume Apollinaire kunnen vertegenwoordigen, die tijdens de Eerste Wereldoorlog een hoofdwond opliep. Het schilderij, dat deel uitmaakt van de vroege periode van het surrealisme, toont een combinatie van sterk gestructureerde oppervlakken en scherpe, met de hand getrokken contouren. Het werk was geïnspireerd door Sigmund Freud's theorie van het onbewuste en weerspiegelt de surrealistische benadering om irrationele beelden te gebruiken om de werking van de menselijke geest uit te beelden. Het is tevens representatief voor de revolutionaire sentimenten van de surrealistische beweging, met name die van oprichter André Breton. 
Het werk werd in 1981 verworven door de Tate Gallery in Londen. 